# خان الخليلي (فلم)
خان الخليلي (بالإنجليزية: Khan el khalili) هو فيلم يحكي قصة درامية، انتج في مصر وصدر في سنة 1967. الفيلم من إخراج عاطف سالم.

## قصة
يضطر (أحمد) لقطع دراسته حتى يعول أسرته وليستكمل شقيقة الأصغر (رشدي) دراسته. ينتقل بأسرته من حي (السكاكيني) إلى حي (خان الخليلي) ويلتقي بسكان الخان ويتعرف أكثر بالمعلم (نونو) الذي يعيش حياته طولاً وعرضًا. يستكمل (رشدي) دراسته برغم حياة اللهو العابثة التي يعيشها، ويصبح (رشدي) هو الشيء الوحيد الذي حققه (أحمد) في حياته. يبدأ (أحمد) في البحث عن الحب ويجد ضالته في جارتهم (نوال) غير أنه يتلقى مفاجأة في هذا الموضوع لا تلبث أن تكون أولى المفاجآت القاسية التي أعدتها الحياة لهُ في حيهِ الجديد. حيث أنه يُفاجأ بأنها تقع في حب (رشدي). يندمج (أحمد) في الحياة الاجتماعية للخان فيذهب مع (نونو) إلى منزل (عليات) حيث اللهو. ويصاب (رشدي) بالسل جراء حياة اللهو ويموت تاركًا الجميع في مأساة عظيمة.

## بطولة
| - سميرة أحمد: نوال - عماد حمدي: أحمد - حسن يوسف: رشدي - عبد الوارث عسر: الوالد - حسين المليجي - تحية كاريوكا | - محمد رضا: المعلم نونو - محمد توفيق - أنور الخوام - آمال زايد: الوالدة - حلمي هلالي - سعد قطب | - زهير صبرى - عبد الغني النجدي - حسين إسماعيل - عبد المنعم إسماعيل - عبد المنعم بسيوني | - محمد مندور - توفيق الدقن - عبد الخالق صالح - علي الغندور - سامية رشدي | - عبد العظيم عبد الحق - عادل بدر الدين - عاطف مكرم: طفل - جورج سيدهم - ناهد صبري |

## روابط خارجية
- مقالات تستعمل روابط فنية بلا صلة مع ويكي بيانات